# Syväjärvi (sjö i Lojo, Nyland)
Syväjärvi är en sjö i kommunen Lojo i landskapet Nyland i Finland. Sjön ligger 38,1 meter över havet. Arean är 39 hektar och strandlinjen är 2,69 kilometer lång. Sjön  ingår i Karisåns huvudavrinningsområde.   Den ligger omkring 68 km väster om Helsingfors. 